# Quepem
Quepem ist eine Stadt im indischen Bundesstaat Goa.
Die Stadt ist der Teil des Distrikt	South Goa. Quepem hat den Status eines Municipal Council. Die Stadt ist in 10 Wards gegliedert.

## Geschichte
Die Stadt wurde 1787 von einem portugiesischen Adligen mit dem Namen Deão Jose Paulo gegründet. Die Stadt Quepem war vor 1787 eine verstreute Siedlung, die von dichtem Dschungel umgeben war.

## Demografie
Die Einwohnerzahl der Stadt liegt laut der Volkszählung von 2011 bei 14.795. Quepem hat ein Geschlechterverhältnis von 1033 Frauen pro 1000 Männer und damit einen für Indien seltenen Frauenüberschuss. Die Alphabetisierungsrate lag bei 83,6 % im Jahr 2011. Knapp 48 % der Bevölkerung sind Christen, ca. 42 % sind Hindus und ca. 10 % sind Muslime und weniger als 1 % gehören einer anderen oder keiner Religion an. 10,2 % der Bevölkerung sind Kinder unter 6 Jahren.